# Огранович, Павел Павлович
Павел Павлович Огранович (1884—1920) — русский военный моряк, офицер императорского флота, в 1917 году — старший офицер на крейсере «Аврора».

## Биография
Родился 18 августа 1884 года. Дата вступления в военную службу неизвестна. Мичман с 1905 года, произведен в старшие лейтенанты 6 декабря 1914 года (за отличие).
C января 1917 года служил старшим офицером на крейсере «Аврора», перейдя с линейного корабля «Андрей Первозванный» по личному приглашению капитана «Авроры» М. И. Никольского. По воспоминаниям будущего командира «Авроры» Льва Поленова, бывшего тогда мичманом, целью приглашения было восстановление дисциплины и авторитета командования, так как добрые отношения между командой и офицерами, отличавшие корабль от многих других, были нарушены после долгой стоянки корабля в Петрограде.
27 февраля 1917 года, с началом Февральской революции, на крейсере начались беспорядки, для прекращения которых Никольский и Огранович решили открыть по толпе матросов огонь из револьверов. Выстрелами были ранены трое матросов: двое легко и один — Порфирий Осипенко — смертельно. Данные действия утихомирили возбуждённых матросов, однако ненадолго.
Утром 28 февраля, когда команда крейсера приступила к приборке помещений, напротив «Авроры» начали появляться группы рабочих, которые вскоре превратились в демонстрацию с красными флагами, лентами и повязками. Среди демонстрантов были и вооружённые люди. 
Толпа тем временем заполнила корабль; спешившие на берег матросы торопились и переодевались в выходное платье. Всё оружие, в том числе офицерское, было роздано по рукам, частично — рабочим. Узнав о том, что 27 февраля офицеры стреляли в команду и среди неё были раненые, рабочие потребовали немедленной расправы над командиром и старшим офицером крейсера. Матросы решили отвести их в Таврический дворец, куда сводили сопротивлявшихся восстанию лиц. С Никольского и Ограновича сорвали погоны и начали, издеваясь, сводить их по сходням на берег. Там рабочие потребовали, чтобы офицеры шли во главе шествия с красными флагами в руках. Никольский и Огранович категорически отказались. Ограновичу нанесли удар штыком в горло, и он, обливаясь кровью, упал на землю. Никольского снова стали заставлять нести красный флаг, однако Михаил Ильич вновь отказался. В этот момент из толпы раздался выстрел; пуля попала Никольскому в голову, в результате чего он скончался на месте.
П. П. Огранович чудом остался жив, в дальнейшем участвовал в Гражданской войне на стороне белых во ВСЮР и Русской Армии. Капитан 2-го ранга (28.03.1920).
Был убит 31 июля 1920 года. Жена эмигрировала из России в 1921 году, жила в Константинополе.